# Himalčuli
Himalčuli (nebo také Himal Chuli) je nepálská hora a druhý nejvyšší vrchol horské skupiny Mansiri Himal.

## Poloha
Nachází se v severní části centrálního Nepálu, jižně od Manáslu. Hora má tři hlavní vrcholy: Východní (7893m), Západní (7540m) a Severní (7331m).

## Horolezecké výpravy
Prvovýstup uskutečnili v roce 1960 dva členové japonské horolezecké expedice - Hisaši Tanabe a Masahiro Harada.